# Emil Cioran

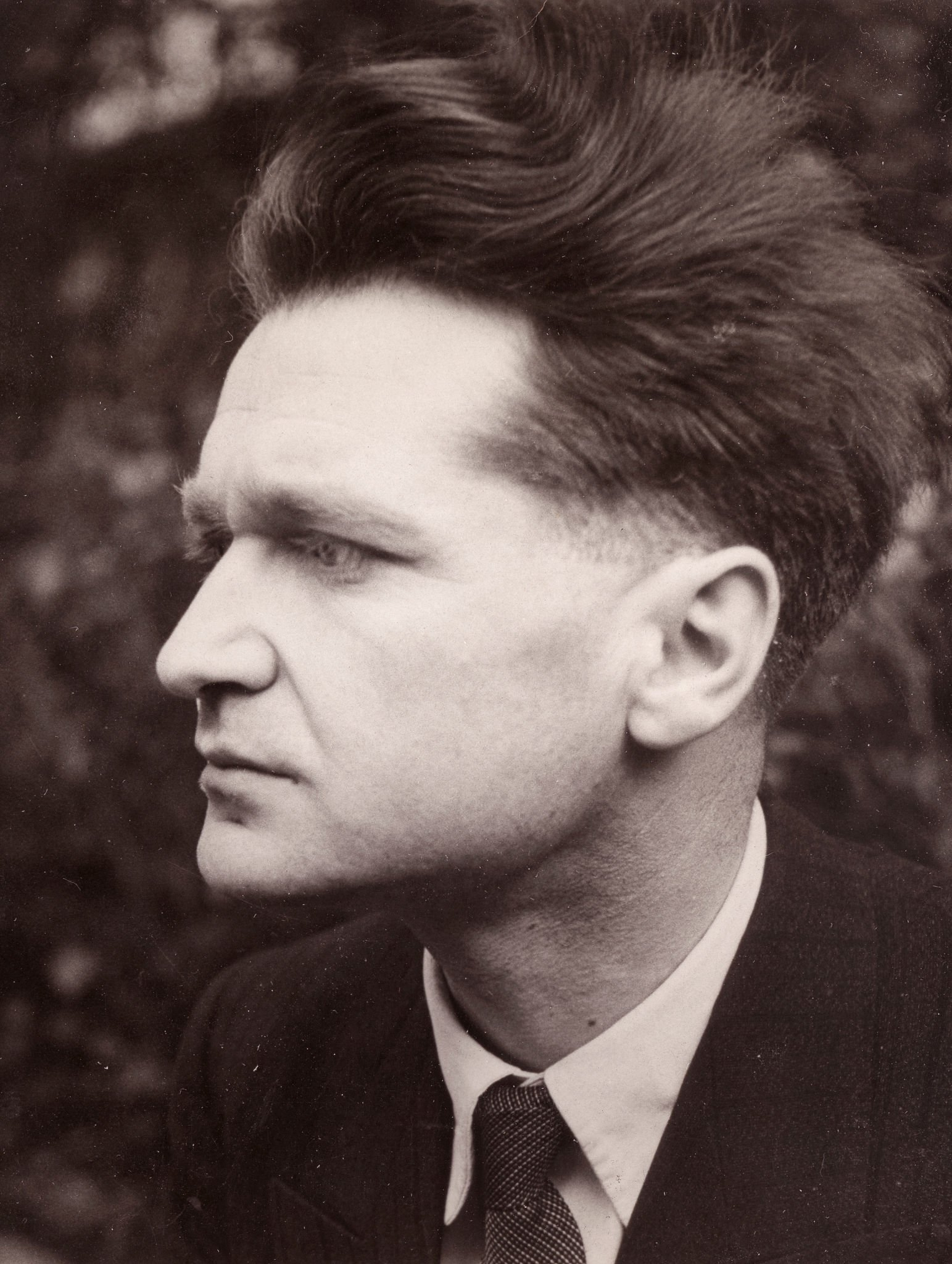
Emil Cioran etwa 1947

Emil M. Cioran, rumän. [tʃoˈran] (Ausspracheⓘ), frz. [sjɔˈʀɑ̃], (* 8. April 1911 in Rășinari in Siebenbürgen, Österreich-Ungarn; † 20. Juni 1995 in Paris) war ein rumänischer Philosoph und Essayist, der seit 1937 in Frankreich lebte. Er publizierte vor allem Aphorismensammlungen und Essays, die von einem starken Pessimismus gekennzeichnet sind.

## Leben

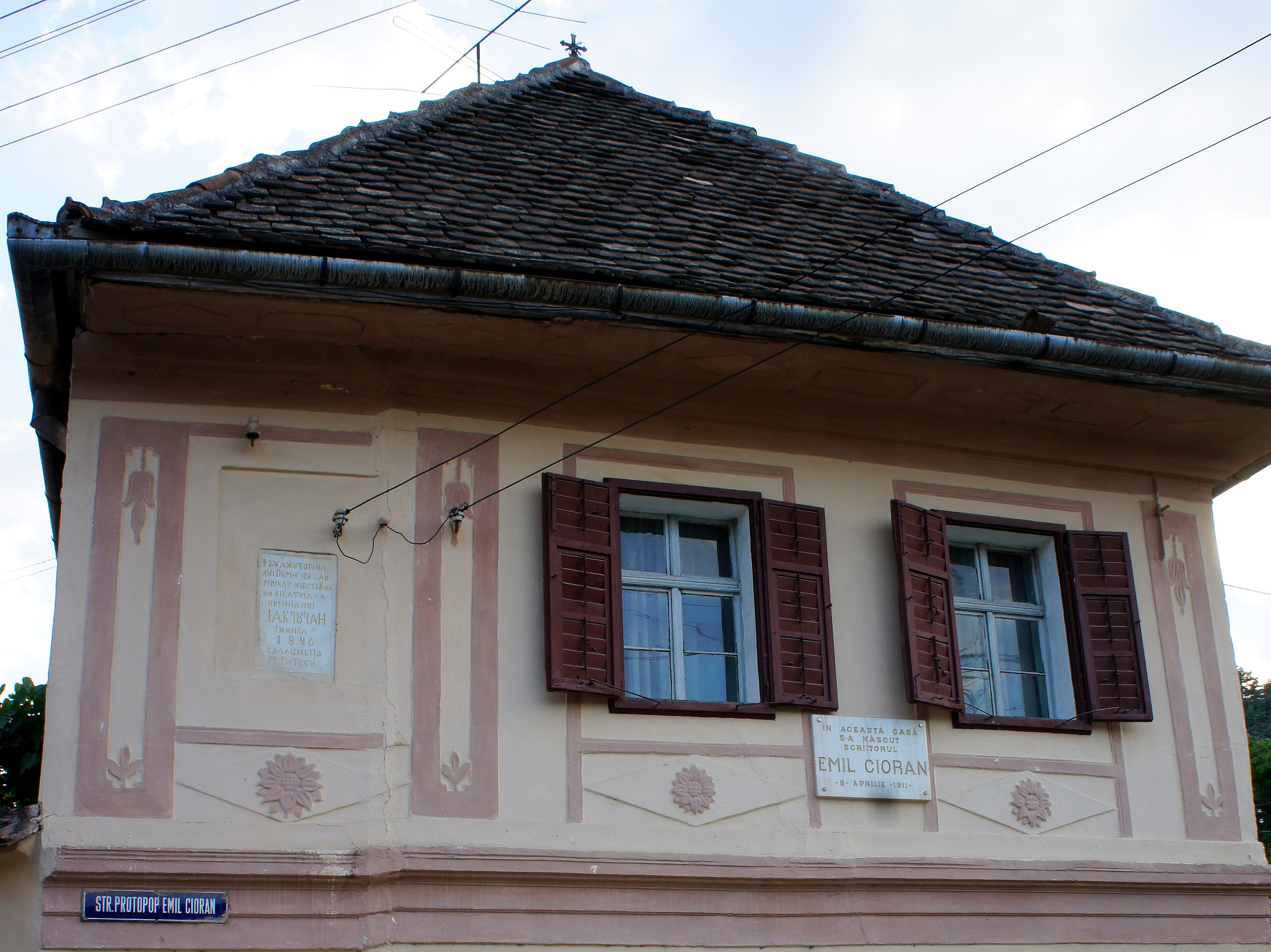
Cioran-Haus in Rășinari

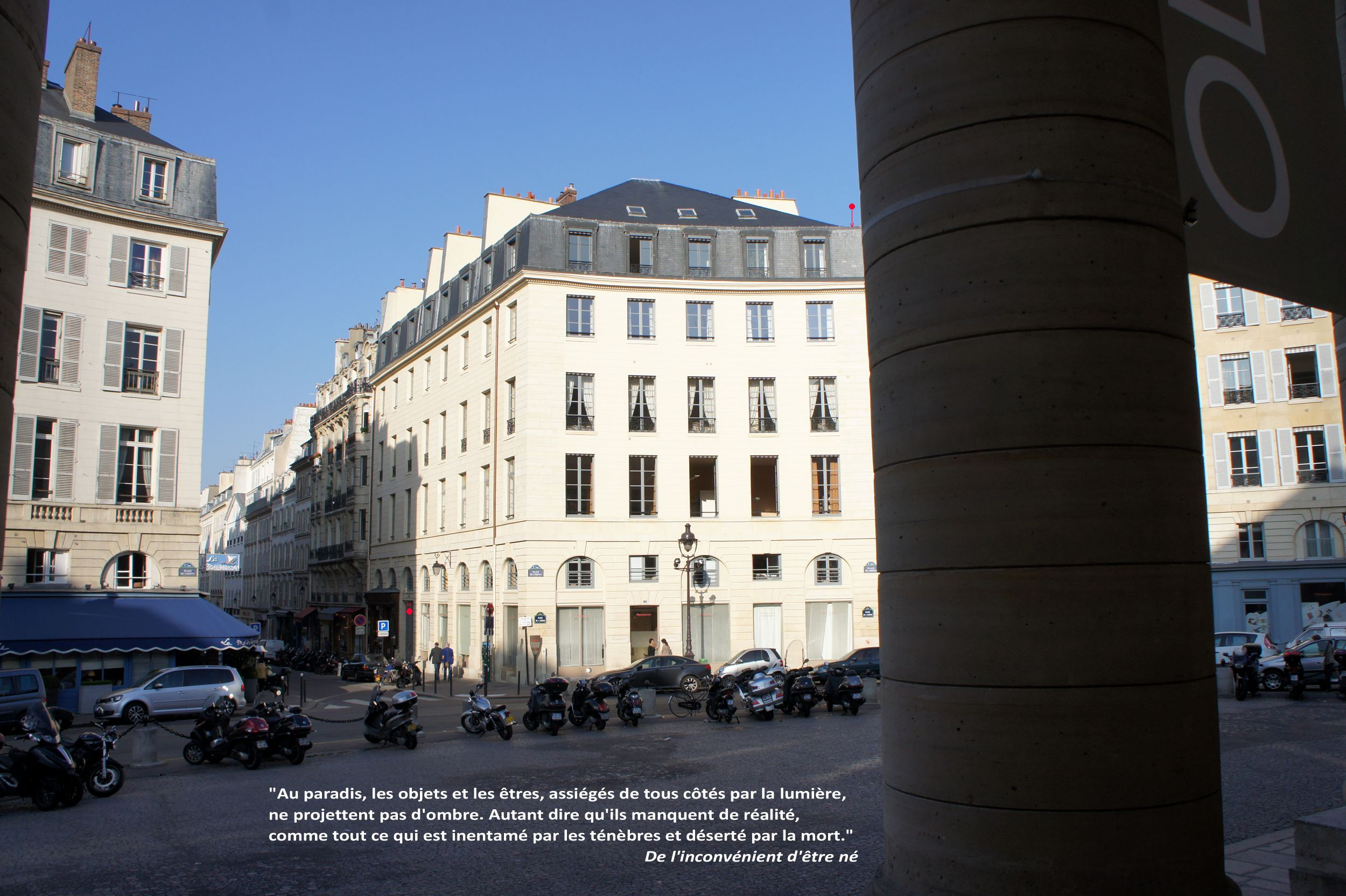
21 rue de l’Odéon (roter Punkt)

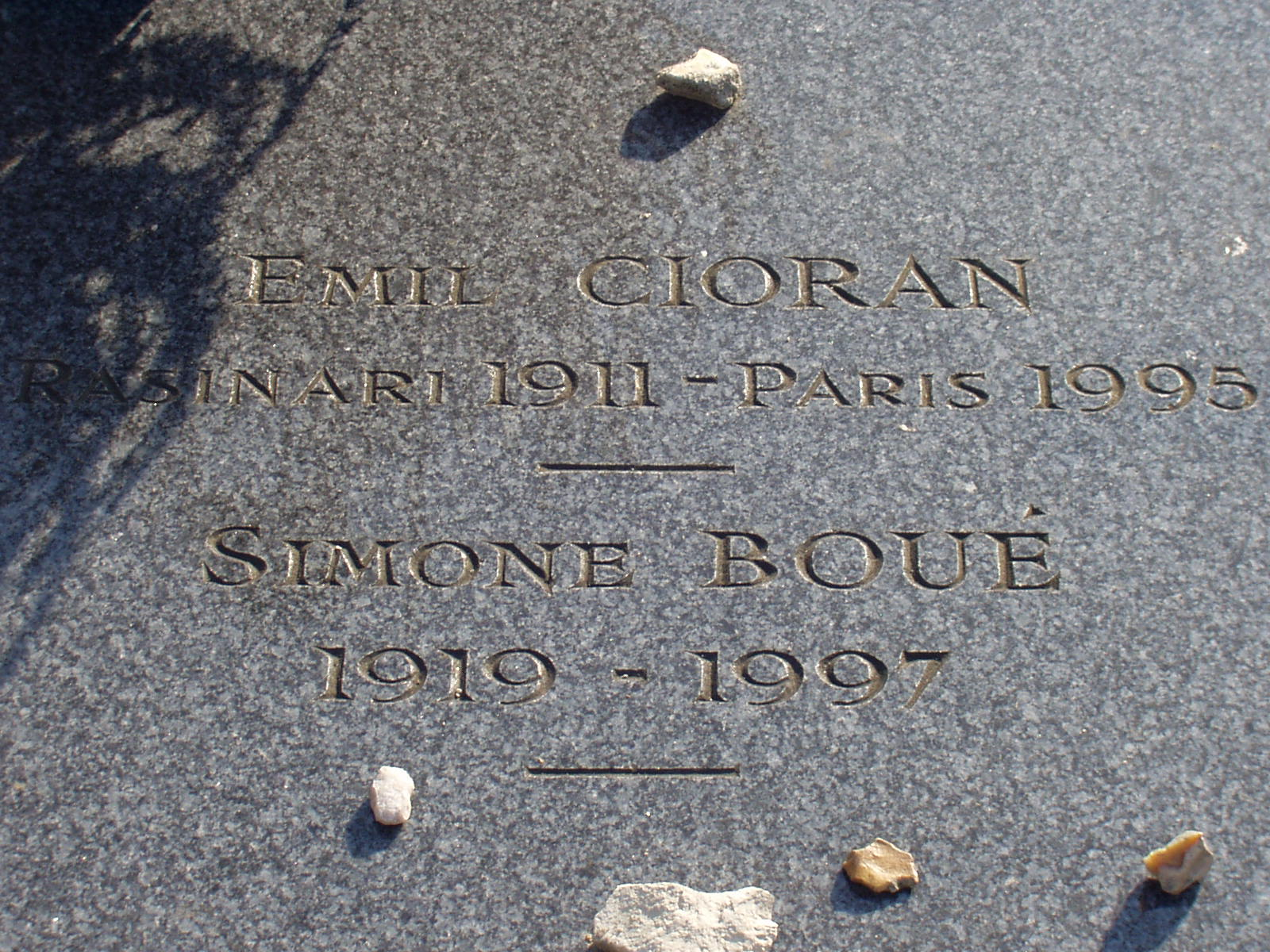
Grab auf dem Cimetière Montparnasse

Emil Cioran wurde als zweites Kind des orthodoxen Priesters Emilian und seiner Gattin Elvira Cioran in Rășinari geboren, einer kleinen Ortschaft zwölf Kilometer südlich von Hermannstadt im multiethnischen Transsilvanien, das damals zur ungarischen Reichshälfte Österreich-Ungarns gehörte und ab 1918 zu Rumänien. Nach dem Besuch des humanistischen Gymnasiums Colegiul National Gheorghe Lazăr in Hermannstadt begann er siebzehnjährig das Studium der Philosophie und Ästhetik an der Universität Bukarest. Er lernte dort 1928 andere Intellektuelle wie Constantin Noica, Mihail Sebastian, Eugène Ionesco und Mircea Eliade kennen, mit denen er eine intensive freundschaftliche Beziehung unterhielt. Die Bukarester Intellektuellen- und Studentenschicht war damals stark von Nae Ionescu beeinflusst. Ionescu war der Begründer des rumänischen Existentialismus, bekannt als Trairism (rum. traire, „Erlebnis“), einer Bewegung, die durch Irrationalismus, Mystik, Messianismus, Anarchismus und sogar Faschismus gekennzeichnet war.
Cioran war Sympathisant der Eisernen Garde und bis zum Beginn des Zweiten Weltkriegs Bewunderer Adolf Hitlers, des NS-Regimes und seines Antisemitismus. Er bat dafür später um Entschuldigung. 1933 schrieb er zur Person Hitlers: „Es gibt keinen heutigen Politiker, den ich für sympathischer und bewunderungswürdiger halte als Hitler“, und 1934 in Bezug auf den Röhm-Putsch: „Was ist für die Humanität verloren, wenn die Leben einiger weniger geistig und moralisch schwacher Menschen genommen werden?“
Von 1933 bis 1935 hielt sich Cioran mit einem Stipendium der Alexander-von-Humboldt-Stiftung in Berlin auf. 1937 zog er nach Paris, wo er den Rest seines Lebens im Quartier Latin wohnte, ab 1960 in einer kleinen Dachgeschosswohnung.
Seine frühen Werke verfasste er in rumänischer Sprache, als letztes Amurgul gândurilor (Gedankendämmerung), das 1940 erschien. 1949 veröffentlichte er die Lehre vom Zerfall, sein erstes auf Französisch geschriebenes Buch. Dabei fügte der Philosoph das Initial M. seinem Namen hinzu: E.M. Cioran, denn er empfand E. Cioran als im Französischen zärtlich klingend und somit unpassend zum Charakter seiner Schriften.

## Werk
Cioran zählt zu den  Essayisten und radikalen Kulturkritikern in der Zeit nach dem Zweiten Weltkrieg. Als  Stilist erregte er großes Aufsehen unter den französischen Existentialisten durch seine pessimistischen, antinatalistischen und desillusionierenden Aphorismen und Essays. Aus einer generellen Abneigung gegenüber Denksystemen und schematisierenden Kategorien resultiert auch seine Vorliebe für die Form des Aphorismus. Er schrieb hierzu in Auf den Gipfeln der Verzweiflung:

„Ich würde eine Welt lieben, in der es gar kein Kriterium gäbe, keine Form und keinerlei Prinzip, eine Welt der absoluten Unbestimmtheit. Denn in unserer Welt sind alle Kriterien, Formen und Prinzipien schal.“

Er wurde stark von Friedrich Nietzsche und dem Buddhismus beeinflusst. Susan Sontag sah Cioran 1991 in Im Zeichen des Saturn als einen „Nietzsche unserer Tage“, und Gabriel Liiceanu bezeichnete ihn als einen „zeitgenössischen, durch die Schule der französischen Moralisten gegangenen Nietzsche“. Für Cioran selber war Nietzsche dagegen zu optimistisch und im Denken zu wenig radikal. In den Syllogismen der Bitterkeit schreibt er: „Dank der Reife unseres Zynismus sind wir weiter gegangen als Nietzsche“, und in Vom Nachteil, geboren zu sein: Gedanken und Aphorismen beantwortet er die Frage eines Studenten nach seinem Verhältnis zu Nietzsche folgendermaßen:

„Ich antwortete ihm, daß ich seit langem den Umgang mit ihm aufgegeben hätte. […] Weil ich ihn zu naiv finde. Ich werfe ihm seine Hingerissenheit vor und sogar seine Momente der Inbrunst. Er hat die Idole nur gestürzt, um sie durch andere zu ersetzen. […] Er hat die Menschen nur aus der Ferne beobachtet. Hätte er sie aus der Nähe betrachtet, so hätte er niemals den Übermenschen aushecken noch preisen können.“

Ciorans Denken war – auch im Kontext der damaligen Zeit – von extrem hoffnungsarmen, pessimistischen und nihilistischen Ansichten geprägt. Diese brachte er in einer meist alles kritisierenden und zynischen Analyse gegenwärtiger und aktueller Zustände benutzenden Form zum Ausdruck. Bereits als Zwanzigjähriger schrieb er in Auf den Gipfeln der Verzweiflung:

„Ich weiß überhaupt nicht, weshalb wir hienieden etwas tun, warum wir Freude und Bestrebungen, Hoffnungen und Träume haben müssen. […] Aber was gibt es in dieser Welt schon zu gewinnen? […] Es gibt keinerlei Argumente für das Leben.“

Nach Auf den Gipfeln der Verzweiflung und Das Buch der Täuschungen erschien 1949 das wohl bedeutendste Werk Ciorans, die Lehre vom Zerfall. Es wurde 1953 von Paul Celan ins Deutsche übersetzt. Cioran nimmt hier das erst später aufkommende Programm der Dekonstruktion, welches vor allem von den Poststrukturalisten wie Jacques Derrida und anderen vertreten wurde, vorweg. Der Originaltitel des Werkes lautet auch Précis de décomposition. Cioran setzt hier alles, was die Tradition an Werten aufzubieten hat, dem unerbittlichen Widerspruch kritischer Reflexion aus. Cioran beschrieb diesen von ihm verfolgten Ansatz der Dekonstruktion folgendermaßen:

„Man denkt, man beginnt zu denken, um Bindungen zu zerreißen, um Verwandtschaften aufzulösen, um das Gerüst des ‚Wirklichen‘ zu untergraben.“

Ciorans jahrzehntelange Gedanken zu Themen wie Gott, verfehlte Schöpfung, Gnosis, Schlaflosigkeit oder Selbsttötung schlugen sich in einer Fülle von Aphorismen, Reflexionen und Essays nieder, ohne den Charakter von Lehrsätzen anzunehmen. Nachfolgendes Zitat vereinigt einige seiner Leitmotive und vermittelt einen Eindruck von seinem Denken, das wesentlich existentielles Ringen war:

„Wir alle haben sie geerbt, die Unfähigkeit, bei sich zu bleiben, von welcher der Schöpfer eine so bedauerliche Demonstration geboten hat: Zeugen, das heißt, auf andere Weise, in anderer Größenordnung das Unternehmen fortsetzen, das seinen Namen trägt, es heißt, aus beklagenswerter Nachäffung seiner ‚Schöpfung‘ etwas hinzufügen. Ohne den von ihm gegebenen Impuls würde das Bedürfnis, die Kette der Wesen zu verlängern, nicht bestehen, noch auch die Notwendigkeit, die Umtriebe des Fleisches zu unterschreiben. Jedes Gebären ist verdächtig; die Engel sind dazu glücklicherweise unfähig, denn die Fortsetzung des Lebens ist den Gefallenen vorbehalten.“

## Auszeichnungen
- 1934 erhielt Cioran den Preis junger rumänische Schriftsteller für Pe culmile disperării.[15]
- In Frankreich wies Cioran alle literarischen Preise zurück (Sainte-Beuve, Combat, Nimier, Morand etc.) – bis auf einen: 1949 nahm er den Prix Rivarol an; dies rechtfertigte er mit seiner Finanzlage.

## Anekdoten
- Nach dem Einmarsch der Deutschen in Paris 1940 warf er an der Place Saint-Michel einem Konvoi von Gefangenen eine Zigarettenpackung zu. Als ein deutscher Soldat daraufhin seine Waffe auf ihn richtete, retteten Cioran seine Deutschkenntnisse: „Aus Menschlichkeit!“
- Als Eingeladener einer amerikanischen Universität wurde er präsentiert wie einer, der den größten Philosophen ebenbürtig/gleichgestellt ist. Darauf erklärte er ängstlich: Mais je ne suis qu’un plaisantin! (etwa: „Aber ich bin doch nur ein Schalk/Witzbold!“)[16]

## Schriften (chronologisch) (Auswahl)
- Revelațiile durerii. („Entdeckungen des Schmerzes.“) 1932. Editura Echinox 1990, ISBN 973-9114-01-6.
- Auf den Gipfeln der Verzweiflung. Frankfurt/M. 1989. (O.A.: Pe culmile disperării. 1934)
- Das Buch der Täuschungen. Bibliothek Suhrkamp 1046, Frankfurt/M. 1990. (O.A.: Cartea amăgirilor. Bukarest 1936)
- Schimbarea la față a României. („Die Verklärung Rumäniens.“) 1937.
- Von Tränen und von Heiligen, Frankfurt/M. 1988, umfangreiche Überarbeitung C. von Lacrimi si Sfînți (1937), als Des larmes et des saints (1986) in Paris.
- Gedankendämmerung. Suhrkamp Frankfurt/M. 1993. (O.A.: Amurgul gândurilor. Sibiu, 1940)
- Über Frankreich. Suhrkamp 2010, ISBN 978-3-518-42146-8 („Despre Franta / De la France“)[17]
- Leidenschaftlicher Leitfaden. Suhrkamp 1996, ISBN 3-518-40765-1 (entstanden ≈ 1941–1944).
- Lehre vom Zerfall. Übers. v. Paul Celan. Reinbek 1953, ISBN 3-608-93302-6 (O.A.: 1949)
- Mon pays („Mein Land“) (≈ 1949, 1996 publiziertes Fragment)
- Syllogismen der Bitterkeit. Frankfurt/M. 1969, ISBN 3-518-37107-X (O.A.: Syllogismes de l’ Amertume 1952)
- Dasein als Versuchung. Stuttgart 1983, ISBN 3-608-95177-6 (Frz. Erstausgabe 1956).
- Über das reaktionäre Denken. Zwei Essays (über Joseph de Maistre und Paul Valéry). Frankfurt/M. 1980, ISBN 3-518-01643-1 (Erstauflage 1957).
- Geschichte und Utopie. Stuttgart 1965, ISBN 3-608-93267-4 (O.A.: Histoire et utopie, 1960)
- Der Absturz in die Zeit. Stuttgart 1972, ISBN 3-608-93392-1 (O.A.: La chute dans le temps. 1964)
- Aufzeichnungen aus Talamanca. (1966), weissbooks 2008, ISBN 978-3-940888-24-2 (Frz. E.A. 1997)
- Die verfehlte Schöpfung. 1979 suhrkamp tb 550, ISBN 3-518-37050-2 (Erstausgabe 1969).
- Cahiers 1957–1972. (Auswahl); Frankfurt/M. 2001, ISBN 3-518-41274-4 (s. a. 2011)
- Vom Nachteil, geboren zu sein: Gedanken und Aphorismen. 1979 suhrkamp tb 549, ISBN 3-518-37049-9 (Frz. E.A. 1973).
- Gevierteilt. suhrkamp tb 1838 Frankfurt/M. 1982, ISBN 3-518-38338-8 (Erstausgabe 1979)
- Widersprüchliche Konturen: Literarische Porträts. Frankfurt/M. 1986, ISBN 3-518-01898-1 (1985)
- Der zersplitterte Fluch. Aphorismen. Frankfurt/M. 1987, ISBN 3-518-01948-1 (Frz. O.A. 1987)
- Werke. Suhrkamp Quarto, 2008, ISBN 978-3-518-42007-2 (16 Hauptwerke, 2085 Seiten)
- Über Deutschland. Aufsätze aus den Jahren 1931–1937. Hg., a.d. Rumänischen übersetzt, m.e. Nachbemerkung v. Ferdinand Leopold. Suhrkamp 2011, ISBN 978-3-518-42197-0.
- Notizen 1957–1972. Hrsg. v. Simone Boué. Karolinger Verlag, Wien und Leipzig 2011, ISBN 978-3-85418-143-9

Audio
- Cafard. Originaltonaufnahmen 1974–1990. Hrsg. v. Thomas Knöfel und Klaus Sander. Audio-CD, 77 Minuten und Begleitbuch, 96 Seiten. supposé, Köln 1998, ISBN 978-3-932513-00-8.

Beiträge
- Prometheus ist für immer kompromittiert. Aussichten auf die Nach-Geschichte. In: Gerd-Klaus Kaltenbrunner (Hrsg.): Die Zukunft der Vergangenheit: lebendige Geschichte, klagende Historiker. Herderbücherei 9508: Initiative 8, Freiburg im Breisgau/Basel/Wien 1975, ISBN 3-451-09508-4, S. 135–144. (Anm.: Dieser Text, übersetzt von Elmar Tophoven, findet sich auch als Kapitel Nach der Geschichte in: Gevierteilt, dort übersetzt von Bernd Mattheus.)
- Mehrere Beiträge in: Der Pfahl. Jahrbuch aus dem Niemandsland zwischen Kunst und Wissenschaft.
- A Portrait of Civilized Man. In: The Hudson Review (Spring, 1964), S. 9–20.[18]

Gespräche
- Emile M. Cioran. Ein Gespräch: geführt von Gerd Bergfleth. Konkursbuchverlag, Tübingen 1985, ISBN 3-88769-301-9.
- E.M. Cioran. Ein Gespräch mit Sylvie Jaudeau. Erker Verlag, St Gallen 1992, ISBN 3-905546-21-3.
- Entretiens. Gallimard 1995 (versch. gesammelte Gespräche, Interviews)

Ausgewählte Texte
- Zersplitternde Gewißheiten. Ein E. M. Cioran-Lesebuch. Suhrkamp, Frankfurt am Main 2002, ISBN 3-518-39778-8.

Briefe
- Briefe von Émile M. Cioran an Wolfgang Kraus (1971–1990). Auswahl. Hrsg. von George Guþu.
- Friedgard Thoma: Um nichts in der Welt: Eine Liebe von Cioran. Weidle, Bonn 2001, ISBN 3-931135-60-8.